# Cantó de Saint-Georges-en-Couzan
El cantó de Saint-Georges-en-Couzan és un cantó francès del departament del Loira, situat al districte de Montbrison. Té 9 municipis i el cap és Saint-Georges-en-Couzan.

## Municipis
- Chalmazel
- Châtelneuf
- Jeansagnière
- Palogneux
- Sail-sous-Couzan
- Saint-Bonnet-le-Courreau
- Saint-Georges-en-Couzan
- Saint-Just-en-Bas
- Sauvain

## Història
| Data d'elecció                           | Identitat         | Partit                     | Qualitat |
| ---------------------------------------- | ----------------- | -------------------------- | -------- |
| 1945-1961                                | M. Valezy         | radicals                   |          |
| 1961-1973                                | M. Chevaliard     | CNIP                       |          |
| 1973-1998                                | Barthélemy Moulin | RI UDF-PR                  |          |
| 1998-2011                                | François Combes   | Divers droite, després UMP |          |
| 2011-                                    | Joël Epinat       | Divers droite              |          |
| les dades anteriors no són pas conegudes |                   |                            |          |
|                                          |                   |                            |          |

## Demografia
| A partir de 1990: Població sense dobles comptes |